# 美法友好貿易條約
《友好貿易條約》（英語：Treaty of Amity and Commerce）是指在美國獨立戰爭期間，美國和法蘭西王國之間正式建立的外交和商業關係。1778年2月6日，美國和法國代表在巴黎克里雍大飯店簽署《友好貿易條約》。同時間，兩個國家還另外簽署其姊妹協議《同盟條約》，及一項允許西班牙和其他歐洲國家加入同盟的秘密條款。《友好貿易條約》承認當時爭取獨立的美國是獨立的國家，在兩國之間將建立商業同盟，以促進兩國之間的貿易。這些協議是美國透過談判簽訂的首批條約，而由此締結的同盟對美國在獨立戰爭期間獲得勝利至關重要。